# Selbstveranlagung
Unter Selbstveranlagung versteht man in Deutschland die Ermittlung der Steuerlast durch den Steuerpflichtigen. Die eingereichte Steuererklärung steht einem Steuerbescheid unter Vorbehalt der Nachprüfung gleich (§ 168 AO). In der Regel handelt es sich um Steueranmeldungen (mit Liste der selbst zu veranlagenden Steuern). Die Finanzverwaltung überprüft die eingereichten Steuererklärungen in maschinellem Verfahren unter Heranziehung von Risikomanagementsystemen. Eine weitere Möglichkeit der Überprüfung besteht in der Durchführung einer Außenprüfung durch die Finanzverwaltung.

## Situation in anderen Ländern
Die Selbstveranlagung ist in den USA, Großbritannien, Italien, Kanada, Spanien, Polen, Tschechien, Ungarn und Irland üblich. 2013 sagte der damalige Finanzminister von Rheinland-Pfalz Carsten Kühl,: „Es ist doch bemerkenswert, dass die amerikanische Bundessteuerverwaltung mit etwa 90 Millionen Einkommensteuerpflichtigen mit weniger Personal auskommt als Deutschland mit zirka 30 Millionen Steuerpflichtigen.“